# Сура Аль-Гашія
Сура Аль-Гашія (араб. سورة الغاشية‎) або Вкриваюче — вісімдесят восьма сура Корану. Мекканська, містить 26 аятів.